# Sonnette (porte)
Pour les articles homonymes, voir Sonnette.

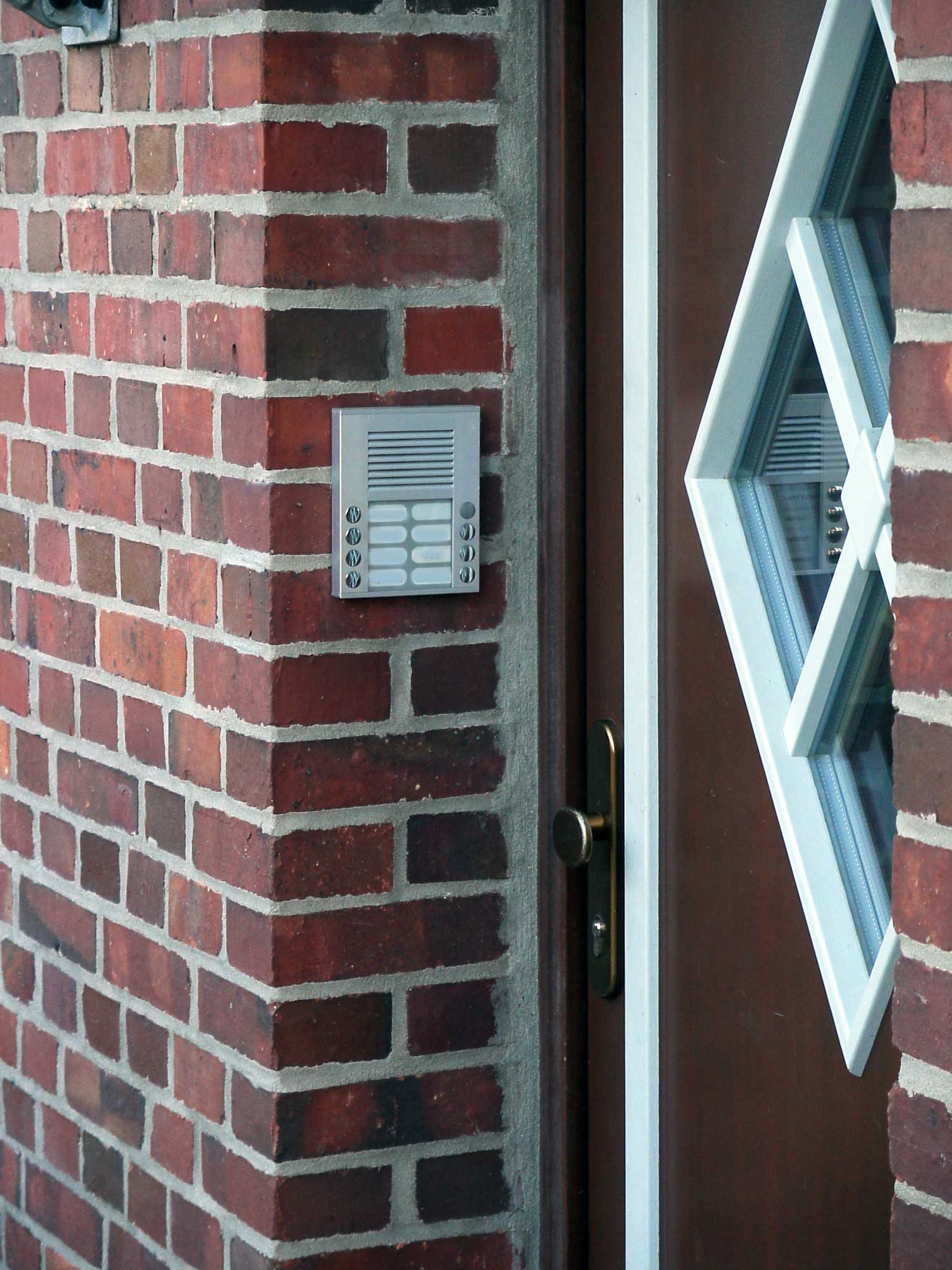
Une sonnette sur le montant d'une porte d'entrée.

La sonnette ou sonnette de porte est un dispositif mécanique ou électrique placée à proximité du côté extérieur d'une porte d'entrée (d'un logement, d'un bureau, d'une boutique, etc.) pour permettre aux visiteurs d'alerter les occupants de leur arrivée.
Dans les immeubles, il y a généralement un double système de sonnettes :
- au pied de l'immeuble, éventuellement dans le hall, un tableau avec les sonnettes de tous les appartements (généralement associé à un code d'entrée) ;
- puis, une sonnette à la porte de chaque appartement.

Le nom des occupants est généralement inscrit sur la sonnette.
Les sonnettes sont parfois associées à un interphone voire à un visiophone, pour permettre aux occupants d'identifier les visiteurs, et connaître l'objet de leur visite.
La sonnette électrique est de nos jours le type le plus fréquent. La liaison entre le bouton et le dispositif qui produit le signal sonore peut se faire par câble ou par ondes radios. Le signal sonore peut être produit par une petite cloche, un carillon, ou un buzzer. Il existe aujourd'hui aussi des sonnettes connectées, comme celle fabriquées par Ring.
Souvent, avant de pouvoir entrer, il est nécessaire d'attendre que l'un des occupants vienne ouvrir la porte, ou donne oralement son autorisation. Cependant, dans les lieux ouverts au public, comme dans les cabinets médicaux, il est parfois possible d'entrer aussitôt après avoir sonné, auquel cas c'est indiqué par une inscription portée sur la sonnette.

## Histoire
William Murdoch, un inventeur écossais, a installé un certain nombre de ses propres innovations dans sa maison, construite à Birmingham en 1817 ; l'une d'elles était une sonnette bruyante, qui fonctionnait à l'aide d'un système d'air comprimé. Un précurseur de la sonnette électrique, à savoir une sonnette qui pouvait être actionnée à distance via un fil électrique, a été inventé par Joseph Henry vers 1831. Au début des années 1900, les sonnettes électriques étaient devenues monnaie courante.

## Systèmes de sonnerie mécaniques

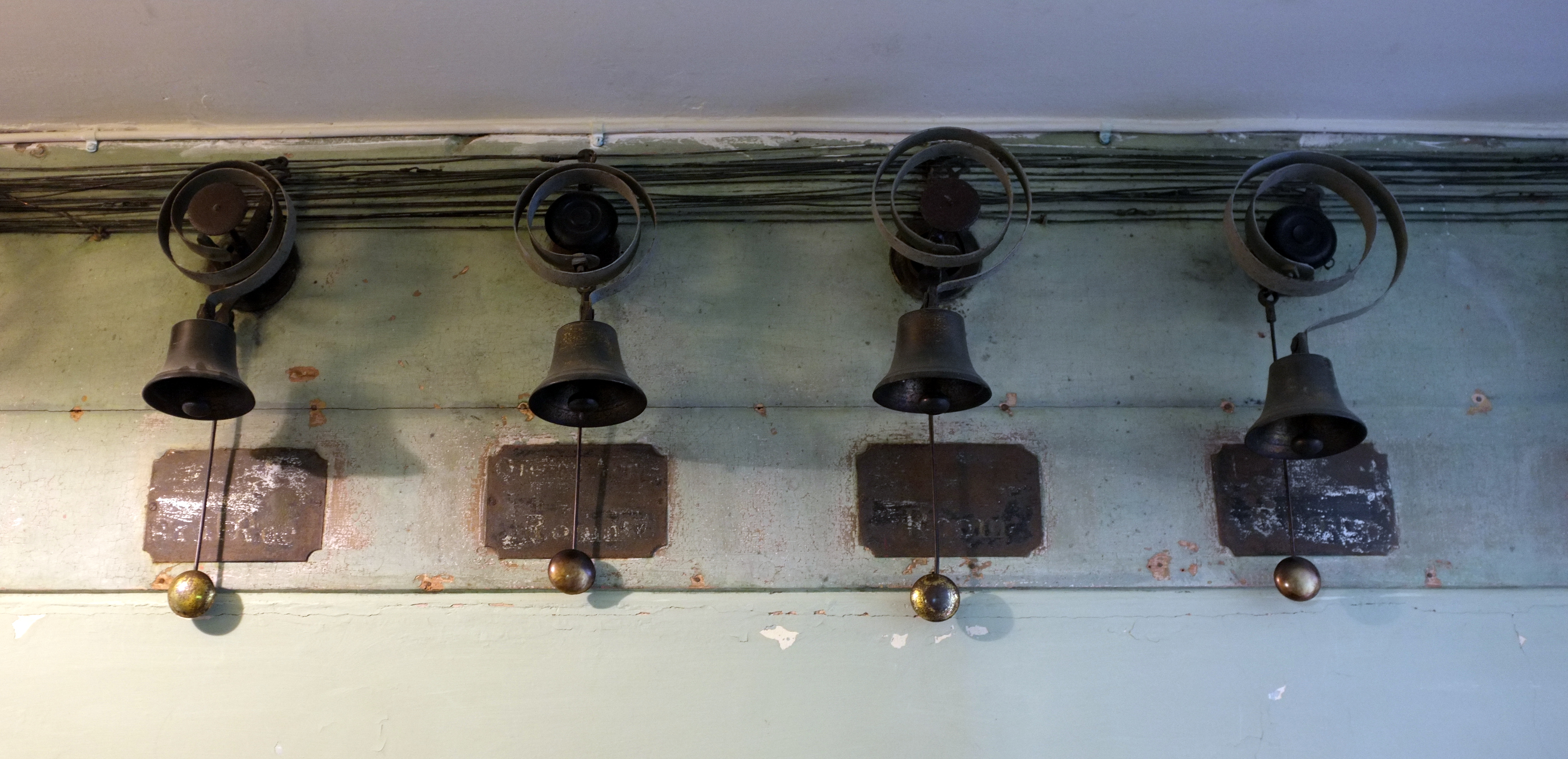
Cloches d'appel du personnel

Avant les sonnettes électriques, les grandes maisons et les grands domaines disposaient souvent de systèmes mécaniques compliqués permettant aux occupants de n'importe quelle pièce de tirer une corde et de faire sonner une cloche à un panneau central situé dans les quartiers du personnel, afin d'appeler un domestique.

## Sonnette filaire
Dans la plupart des systèmes filaires, un bouton situé à l'extérieur à côté de la porte, à peu près à la hauteur de la poignée de porte, active un dispositif de signalisation (généralement un carillon, une cloche ou une bipeur) à l'intérieur du bâtiment. En appuyant sur le bouton de la sonnette, un interrupteur à bouton-poussoir unipolaire et unidirectionnel (SPST) ferme momentanément le circuit de la sonnette. Une borne de ce bouton est reliée à une borne d'un transformateur. Le transformateur de sonnette abaisse le courant électrique de 120 ou 240 volts à une tension inférieure, généralement de 10 à 24 volts. L'autre borne du transformateur est reliée à l'une des trois bornes du dispositif de signalisation. Une autre borne est reliée à un fil qui se rend à l'autre borne du bouton. Certains dispositifs de signalisation ont une troisième borne, qui produit un son différent. S'il y a un autre bouton de sonnette (généralement près d'une porte arrière), il est connecté entre le transformateur et la troisième borne. L'enroulement primaire du transformateur, étant alimenté en permanence, consomme une petite quantité (environ 1 à 2 watt) d'énergie en veille en permanence ; les systèmes avec des interrupteurs à bouton-poussoir lumineux peuvent consommer une quantité d'énergie similaire par interrupteur,. La contrepartie est que le câblage vers le bouton ne transporte qu'une basse tension sûre, isolée de la terre.
Un dispositif de signalisation courant est un carillon composé de deux résonateurs à barres métalliques plates, qui sont frappés par des poussoirs actionnés par deux solénoïdes. Les barres plates sont accordées sur deux notes agréables. Lorsque l'on appuie sur le bouton de la sonnette, le plongeur du premier solénoïde frappe une barre, et lorsque l'on relâche le bouton, un ressort sur le plongeur pousse ce dernier vers le haut, ce qui le fait frapper l'autre barre, créant ainsi un son à deux tons (ding-dong). Si un deuxième bouton de sonnette est utilisé, il est relié à l'autre solénoïde, qui ne frappe qu'une seule des barres, créant ainsi un son monotone (ding).
Les carillons de sonnettes plus élaborés jouent un petit air de musique.
Les sonnettes destinées aux personnes malentendantes utilisent des dispositifs de signalisation visuelle - généralement des ampoules électriques - plutôt que des dispositifs de signalisation sonore,.
Les modèles filaires entièrement alimentés par des piles sont également courants, qu'il s'agisse d'un modèle à deux barres ou d'une cloche électrique. Ces modèles ne consomment pas d'énergie en veille, mais nécessitent que l'utilisateur change les piles, qui sont généralement des piles non rechargeables situées dans le boîtier de la sonnette.

## Sonnettes sans fil
Au cours des dernières décennies, les sonnettes sans fil sont devenues populairesparce qu'elles permettent d'éviter les dépenses liées à l'installation de fils dans les murs des bâtiments. Le bouton de la sonnette contient un émetteur radio intégré alimenté par une pile électrique. Lorsqu'on appuie sur le bouton, l'émetteur envoie un signal radio au récepteur, qui est branché sur une prise électrique à l'intérieur du bâtiment. Lorsque le signal radio est détecté par le récepteur, il active une circuit intégré sonore qui émet un son par l'intermédiaire d'un haut-parleur - soit un son simple comme un ding-dong, soit une séquence plus longue et plus complexe comme une courte pièce de musique. Les fréquences utilisées sont généralement celles d'une bande ISM 2,4 GHz. Pour éviter les interférences des sonnettes sans fil voisines sur la même fréquence radio, les unités peuvent généralement être réglées par le propriétaire sur des canaux radio différents.
Dans les grandes villes métropolitaines, une tendance s'est développée au cours de la dernière décennie, qui consiste à utiliser la technologie téléphonique pour signaler sans fil les sonnettes, répondre aux portes et déclencher à distance les gâches électriques. Dans de nombreuses villes, c'est la forme prédominante de signalisation des sonnettes.

## Sonnettes connectées
Une sonnette connectée (aussi appelée sonnette intelligente ou sonnette Internet ; en anglais, smart doorbell)  est une sonnette connectée à Internet qui avertit un téléphone intelligent ou un autre appareil électronique du propriétaire du logement lorsqu'un visiteur arrive à la porte.